# Jocurile Olimpice de iarnă din 2022
A XXIV-a ediție a Jocurilor Olimpice a fost un eveniment multi-sportiv internațional major, ce a avut loc în perioada 4 - 20 februarie 2022 la Beijing, în China. A fost a doua ediție a Jocurilor Olimpice, desfășurată aici, orașul Beijing organizând și Jocurile Olimpice de vară din 2008.
A fost cea de-a treia ediție consecutivă a Jocurilor Olimpice desfășurată în Asia, după Pyeongchang 2018 și Tokyo 2020. De asemenea, orașul Beijing a fost cel mai mare oraș-gazdă al Jocurilor Olimpice de iarnă, recordul fiind stabilit în trecut de orașul Vancouver, care a organizat ediția din 2010.
Au fost primele Jocuri Olimpice de iarnă, din 1984 încoace, organizate într-un stat comunist. Bugetul estimat se ridică la 3,9 miliarde de dolari, mai puțin de 10% din bugetul de 43 de miliarde de dolari al JO de vară din 2008.

## Selectarea orașului-gazdă
Calendarul candidaturilor a fost anunțat de CIO în octombrie 2012, cu data limită de depunere stabilită la 14 noiembrie 2013. Comitetul executiv al CIO a examinat candidaturile tuturor orașelor aplicante pe 7 iulie 2014, și a desemnat orașele Oslo (Norvegia), Almatî (Kazahstan) și Beijing (China) drept candidatele finale. Oslo și-a retras candidatura la 1 octombrie 2014, Almatî și Beijing rămânând cele două candidate.
Beijing a fost desemnat oraș-gazdă al Jocurilor Olimpice de iarnă din 2022, având doar cu 4 voturi mai multe decât Almatî. Procesul de votare a avut loc pe 31 iulie 2015 la cea de-a 128-a sesiune a CIO în Kuala Lumpur, Malaezia.
| Beijing | China     | 44 |
| Almatî  | Kazahstan | 40 |

## Dezvoltare și pregătiri

### Locații și infrastructură
În februarie 2021, Beijingul a anunțat că cele 26 de locuri unde se vor desfășura competițiile se vor baza în întregime pe energie regenerabilă.

#### Olympic Green
Cinci discipline pe gheață s-au desfășurat la parcul olimpic Olympic Green, arena Capital Indoor Stadium si arena multifuncțională Cadillac Arena, utilizate și în cadrul Jocurilor Olimpice din 2008. 
- Stadionul Național din Beijing – ceremoniile de deschidere și închidere / 80.000 de locuri existent
- Centrul Național de Natație din Beijing – curling / 4.000 de locuri existent/renovat
- Capital Indoor Stadium – hochei pe gheață / 18.000 de locuri existent
- Arena națională de patinaj viteză – patinaj viteză / 12.000 de locuri nou
- Centrul de conferințe al Parcului Olimpic – IBC / existent

Satul Olimpic Beijing 2022 - nou
Începând cu 2009, Satul Olimpic de la Beijing de pe Olympic Green a fost ocupat de rezidenți permanenți. Prin urmare, a fost nevoie să se construiască un al doilea sat la o scară mai mică pentru Jocurile Olimpice de iarnă. Aceste clădiri noi au fost situate în zona de sud a Olympic Green, în zona Centrului Național Sportiv Olimpic.
Alte locații
Competițiile Big Air de snowboard și schi acrobatic s-au desfășurat în districtul Shijingshan, un district din Beijing.
- Capital Indoor Stadium – patinaj artistic, patinaj viteză pe pistă scurtă / 15.000 de locuri existent
- Cadillac Arena - hochei pe gheață / 10.000 de locuri existent
- Big Air Shougang - snowboard (Big Air), schi acrobatic (Big Air) nou

#### Zona Yanqing
Districtul Yanqing este un district suburban din Beijing. Competițiile pentru sanie, bob și schi alpin au loc în zona montană Xiaohaituo din satul Dazhuangke de Vest din Zhangshanying în districtul Yanqing, la nord-vest de zona urbană Beijing, la 90 de kilometri distanță de centrul orașului Beijing și la 17,5 kilometri distanță de orașul Yanqing, unde este folosită zăpadă artificială din cauza lipsei zăpezii naturale în această regiune.
- Xiaohaituo Alpine Skiing Field – schi alpin 15.000 de locuri
- Pista de bob, skeleton și sanie Xiaohaituo – bob, sanie, scheleton / 5.000 de locuri nou
- Yanqing MMC: centru media
- Satul olimpic Yanqing / nou

#### Zona Zhangjiakou
Toate celelalte probe de schi au avut loc în zona Taizicheng din districtul Chongli, orașul Zhangjiakou, provincia Hebei. Este la 220 de km distanță de centrul orașului Beijing și la 130 de km distanță de zona montană Xiaohaituo. Toate construcțiile locurilor au început în noiembrie 2016 și urmau să fie finalizate până la sfârșitul anului 2020 pentru a permite orașului să organizeze evenimente de testare.
- Centrul de schi nordic și biatlon din Guyangshu – schi fond, combinata nordică (proba de schi fond) 15.000 de locuri
- Kuyangshu Ski Jumping Field – sărituri cu schiurile, combinata nordică (proba de sărituri cu schiurile) 10.000 de locuri
- Hualindong Ski Resort – biatlon 15.000 de locuri
- Genting Hotel – centrul media
- Genting Snow Park – snowboard (slopestyle, halfpipe), schi acrobatic 5.000 de locuri
- Thaiwoo Ski Resort – snowboardg (cross), schi acrobatic 10.000 de locuri
- Wanlong Ski Resort – snowboarding (slalom paralel) 5.000 de locuri
- Satul olimpic Zhangjiakou

### Medalii
Designul medaliilor Jocurilor a fost dezvăluit pe 26 octombrie 2021. Conceptul se bazează pe astronomia și astrologia tradițională chineză, deoarece Jocurile au loc în același timp cu festivitățile de Anul Nou Chinezesc.
Uniformele pentru prezentatorii de medalii la ceremoniile de premiere au fost dezvăluite în ianuarie 2022. Uniformele au fost proiectate de Academia Centrală de Arte Frumoase și de Institutul de Tehnologie a Modei din Beijing.

### Torța olimpică
Ștafeta torței a început pe 18 octombrie 2021 în Grecia. Pe 20 octombrie 2021, s-a anunțat că etapa locală va consta doar dintr-o porțiune care va începe pe 2 februarie și se va încheia pe 4 februarie 2022, în timpul Ceremoniei de deschidere. Etapa locală va vizita doar două orașe: Beijing și Zhangjiakou, transformând acest eveniment în cea mai scurtă ștafetă de până acum.

### Impactul pandemiei de COVID-19
Pandemia de COVID-19 a dus la schimbări în procesul de calificare pentru probele de curling și hochei pe gheață feminin din cauza anulării turneelor în 2020. Calificarea pentru curling s-a bazat pe clasamentele la Campionatele Mondiale de curling din 2021 și un eveniment de calificare olimpic care a completat terenul (în locul punctelor câștigate la Campionatele Mondiale de curling din 2020 și 2021). IIHF și-a bazat calificarea pentru turneul feminin pe clasamentele mondiale IIHF existente, fără a organiza Campionatul Mondial Feminin din 2020.
La 29 septembrie 2021, CIO a anunțat protocoale de bio-securitate pentru Jocurile Olimpice; tuturor sportivilor li se va cere să rămână în centrul bio-securizat pe toată durata participării lor, care include testarea zilnică COVID-19 și li se va permite să călătorească numai către și dinspre locurile unde se vor desfășura probele. Cu excepția cazului în care sunt complet vaccinați sau au o scutire medicală valabilă, toți sportivii vor fi obligați să se plaseze în carantină timp de 21 de zile de la sosire. Folosind un protocol adoptat pentru Jocurile Olimpice de vară din 2020 înainte ca acestea să se desfășoare fără spectatori, CIO a anunțat, de asemenea, că numai locuitorii Chinei vor avea voie să participe la Jocurile ca spectatori.
La 23 decembrie 2021, National Hockey League (NHL) și Asociația Jucătorilor din NHL (NHLPA) au anunțat că au fost de acord să retragă participarea jucătorilor lor la turneul de hochei masculin al Jocurilor, invocând îngrijorările legate de COVID-19 și necesitatea de a face loc în calendar pentru meciurile din NHL care au fost amânate din cauza focarelor de COVID-19. Ca parte a celui mai recent contract colectiv cu NHLPA, NHL a fost de acord să prevadă o pauză pentru Jocurile Olimpice și participarea jucătorilor pentru prima dată din 2014.
Pe 17 ianuarie 2022, pe fondul creșterii numărului de carantine din China și al primului caz detectat de variantă Omicron la Beijing, s-a anunțat că vânzările de bilete pentru publicul larg vor fi anulate și că spectatorii vor fi admiși numai pe bază de invitație. Prin urmare, aceasta va fi a doua olimpiadă la rând care se va desfășura fără public.
Toți cei prezenți la Jocuri, inclusiv sportivii, personalul și participanții, vor fi obligați să utilizeze aplicația mobilă My2022 ca parte a protocoalelor de bio-securitate, care este utilizată pentru depunerea declarațiilor vamale și a dosarelor de sănătate pentru călătoriile pentru Jocuri, sănătatea zilnică -raportare și înregistrări ale vaccinării și testării COVID-19. Aplicația oferă, de asemenea, știri și informații referitoare la jocuri și are și funcții de mesagerie.

### Buget
Bugetul estimat pentru aceste Jocuri Olimpice este de 3,9 miliarde de dolari, mai puțin de 10% din bugetul de 43 de miliarde de dolari cheltuite pentru Jocurile Olimpice din 2008.

## Jocurile

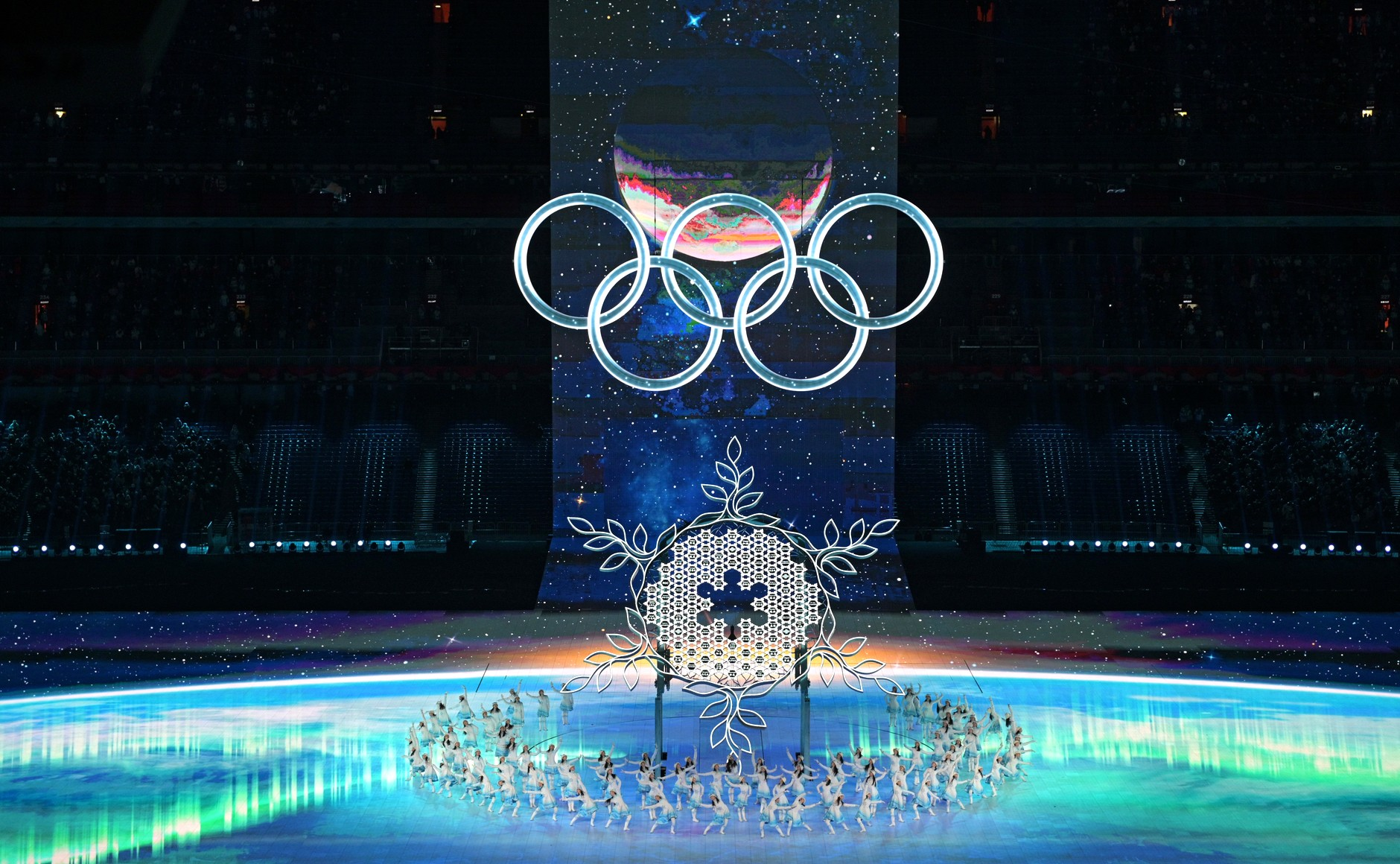
Ceremonia de deschidere

### Ceremonia de deschidere
Așa cum s-a întâmplat la Jocurile Olimpice de vară din 2008, ceremonia de deschidere a Jocurilor Olimpice de iarnă din 2022 a avut loc pe Stadionul Național din Beijing (cunoscut și sub numele de Cuibul Păsării) în seara de 4 februarie 2022.
Pe fondul controverselor politice și tensiunilor care au afectat Jocurile, președintele CIO, Thomas Bach, a instruit sportivii să „arate cum ar arăta lumea, dacă toți respectăm aceleași reguli și unii pe alții”, și a promis că „nu va exista nicio discriminare din niciun motiv.”
Ultimii șapte purtători de torță au reflectat mai multe decenii de atleți chinezi, începând cu anii 1950 și s-au încheiat cu doi schiori care au concurat la Jocurile Olimpice - schiorul de 21 de ani Zhao Jiawen din Shanxi (primul atlet chinez care a concurat în combinată nordică) și Dinigeer Yilamujiang de 20 de ani din regiunea autonomă Xinjiang (schi fond și primul schior de fond chinez care a câștigat o medalie într-un eveniment ISF).
Pentru prima dată în istoria olimpică, purtătorul torței nu au aprins un cazan: în schimb, au montat torța în centrul unui mare fulg de zăpadă stilizat, construit din pancarte ce au purtat numele delegațiilor care au concurat la Olimpiadă. Trei fulgi de zăpadă similari au fost, de asemenea, ridicați ca flăcări publice în Beijing, în afara stadionului, aprins de un voluntar, și alți doi în districtul Yanqing și în Zhangjiakou; ultimii doi au fost aprinși de patinatorul de viteză Yu Jongjun și de schiorul Wang Wezhuo.

### Ceremonia de închidere
Ceremonia de închidere a Jocurilor Olimpice de iarnă din 2022 a avut loc tot pe Stadionul Național din Beijing (cunoscut și sub numele de Cuibul de Pasăre) pe 20 februarie 2022. Conform mandatului Cartei Olimpică, procedurile au combinat ceremonia formală de închidere a Jocurilor, discursurile de închidere și Ceremonia de la Anvers, când sunt arborate steagurile Greciei (locul spiritual al Jocurilor), Chinei (actuala țară gazdă) și Italiei (următoarea țară gazdă a Jocurilor Olimpice de Iarnă), parada sportivilor și predarea drapelului olimpic.

### Sporturi
La JO au fost incluse 109 evenimente sportive la 15 discipline din 7 sporturi: patinaj (patinaj artistic, patinaj viteză și patinaj viteză pe pistă scurtă), schi (schi alpin, schi fond, schi acrobatic, combinata nordică, sărituri cu schiurile și snowboard), bob (bob și scheleton), biatlon, curling, hochei pe gheață și sanie.
- Biatlon (11)
- Bob (4)
- Combinata nordică (3)
- Curling (3)
- Hochei pe gheață (2)
- Patinaj artistic (5)
- Patinaj viteză (14)
- Patinaj viteză pe pistă scurtă (9)
- Sanie (4)
- Sărituri cu schiurile (5)
- Schi acrobatic (13)
- Schi alpin (11)
- Schi fond (12)
- Scheleton (2)
- Snow-board (11)

### Țările participante
La 9 decembrie 2019, Agenția Mondială Antidoping (WADA) a interzis participarea Rusiei în toate sporturile internaționale pentru o perioadă de patru ani, după ce s-a constatat că guvernul rus a modificat datele de laborator pe care le-a furnizat WADA în ianuarie 2019 ca o condiție pentru ca Agenția Rusă Anti-Doping să fie repusă în drepturi. Ca urmare a interdicției, WADA a intenționat să permită sportivilor ruși autorizați individual să participe la Jocurile Olimpice de vară din 2020 sub un steag neutru, așa cum s-a făcut la Jocurile Olimpice de iarnă din 2018, dar să nu li se permită să concureze în sporturi de echipă. Șeful Comitetului de evaluare WADA, Jonathan Taylor, a declarat că CIO nu va putea folosi din nou „Atleții olimpici din Rusia” (OAR), așa cum a făcut-o în 2018, subliniind că sportivii neutri nu pot fi prezentați ca reprezentând o anumită țară. Rusia a depus ulterior un recurs la Curtea de Arbitraj Sportiv (TAS) împotriva deciziei WADA.
După examinarea cazului, CAS a hotărât pe 17 decembrie 2020 să reducă pedeapsa pe care WADA a impus-o Rusiei. În loc să interzică participare Rusiei la evenimente sportive, hotărârea a permis Rusiei să participe la Jocurile Olimpice și la alte evenimente internaționale, dar pentru o perioadă de doi ani, echipa nu poate folosi numele, steagul sau imnul Rusiei, iar sportivii trebuie să se prezinte ca „atlet neutru” „sau „Echipă neutră”. Hotărârea a permis ca pe echipamentele echipelor să se afișeze „Rusia”, precum și utilizarea culorilor steagului rus în designul uniformei, deși numele ar trebui să aibă o predominanță egală cu denumirea „Atlet neutru/echipă neutră”.
La 19 februarie 2021, s-a anunțat că Rusia va concura sub acronimul „COR” după numele Comitetului Olimpic Rus, deși numele complet al comitetului nu a putut fi folosit pentru a se referi la delegație. Rusia este reprezentată de steagul Comitetului Olimpic Rus.
La 8 septembrie 2021, Comitetul executiv al CIO a suspendat Comitetul Olimpic al Republicii Populare Democrate Coreea (Coreea de Nord) cel puțin până la sfârșitul anului 2022 pentru încălcări ale Cartei Olimpice, din cauza refuzului său de a trimite sportivi la Jocurile Olimpice de vară din 2020, din cauza preocupărilor legate de COVID-19. Sportivilor nord-coreeni li se va permite să participe sub steagul olimpic. Cu toate acestea, Ministerul Nord-coreean al Sportului și Comitetul Național Olimpic au declarat într-o scrisoare către Comitetul de Organizare a Jocurilor Olimpice de Iarnă din 2022 de la Beijing, Comitetul Olimpic Chinez și Administrația Generală a Sportului din China, la 7 ianuarie 2022, că „Din cauza acțiunii forțelor ostile și a pandemiei de COVID-19, nu vor putea participa la Jocurile Olimpice de iarnă din 2022 de la Beijing.” În plus, Comitetul Olimpic Nord-coreean a spus că „sprijină toată munca tovarășilor noștri din China pentru a găzdui Jocuri Olimpice grandioase. Statele Unite și adepții săi complotează conspirații anti-chineze pentru a împiedica organizarea cu succes a Jocurilor Olimpice, dar aceasta este o insultă la adresa spiritului Cartei Olimpice și un act de deteriorare a imaginii internaționale a Chinei. Ne opunem ferm și respingem aceste acțiuni.”
La Jocurile Olimpice de la Beijing s-au calificat următoarele 91 de Comitete Naționale, Haiti și Arabia Saudită făcându-și debutul la Olimpiada de iarnă. Kenya a avut un sportiv calificat la Olimpiadă, dar s-a retras.
| - Albania - Samoa Americană - Andorra - Argentina - Armenia - Australia - Austria - Azerbaidjan - Belarus - Belgia - Bolivia - Bosnia și Herțegovina - Brazilia - Bulgaria - Canada - Chile - China (Gazdă) - Columbia - Croația - Cipru - Cehia - Danemarca - Ecuador - Eritreea - Estonia - Finlanda - Franța - Georgia - Germania - Ghana - Marea Britanie - Grecia - Haiti - Hong Kong - Ungaria - Islanda - India - Iran - Irlanda - Israel - Italia - Jamaica - Japonia - Kazahstan - Kosovo - Kârgâzstan - Letonia - Liban - Liechtenstein - Lituania - Luxemburg - Madagascar - Malaezia - Malta - Mexic - Republica Moldova - Monaco - Mongolia - Muntenegru - Maroc - Olanda - Noua Zeelandă - Nigeria - Macedonia - Norvegia - Pakistan - Peru - Filipine - Polonia - Portugalia - Puerto Rico - Comitetul Olimpic Rus - România - San Marino - Arabia Saudită - Serbia - Slovacia - Slovenia - Coreea de Sud - Spania - Suedia - Elveția - Thailanda - Timorul de Est - Taipeiul Chinez - Trinidad și Tobago - Turcia - Ucraina - Statele Unite ale Americii - Uzbekistan - Insulele Virgine Americane | |
| NOC care au participat în 2018, dar nu au participat în 2022. | NOC care au participat în 2022, dar nu au participat în 2018.                                       |
| - Insulele Bermude - Kenya - Coreea de Nord - Singapore - Africa de Sud - Togo - Tonga | - Samoa Americană - Haiti - Peru - Arabia Saudită - Trinidad și Tobago - Insulele Virgine Americane |

### Calendar
Tabelul de mai jos prezintă probele și zilele în care sunt înmânate medalii (culoarea galbenă), probele eliminatorii (culoarea albastră) și ceremonia de deschidere (culoarea verde) și cea de închidere (culoarea roșie) a Jocurilor Olimpice. Datele sunt în conformitate cu Ora Chinei (UTC+06:00).
| CD | Ceremonia de deschidere | ● | Eveniment competițional | 1 | Eveniment final | GD | Gală demonstrativă | CÎ | Ceremonia de închidere |

| Februarie 2022                 | Februarie 2022                 | 2 Mi | 3 Jo | 4 Vi | 5 Sâ | 6 Du | 7 Lu | 8 Ma | 9 Mi | 10 Jo | 11 Vi | 12 Sâ | 13 Du | 14 Lu | 15 Ma | 16 Mi | 17 Jo | 18 Vi | 19 Sâ | 20 Du | Probe |
| ------------------------------ | ------------------------------ | ---- | ---- | ---- | ---- | ---- | ---- | ---- | ---- | ----- | ----- | ----- | ----- | ----- | ----- | ----- | ----- | ----- | ----- | ----- | ----- |
| Ceremonii                      | Ceremonii                      |      |      | CD   |      |      |      |      |      |       |       |       |       |       |       |       |       |       |       | CÎ    | N/A   |
| Biatlon                        | Biatlon                        |      |      |      | 1    |      | 1    | 1    |      |       | 1     | 1     | 2     |       | 1     | 1     |       | 2     |       |       | 11    |
| Bob                            | Bob                            |      |      |      |      |      |      |      |      |       |       |       | ●     | 1     | 1     |       |       | ●     | 1     | 1     | 4     |
| Combinata nordică              | Combinata nordică              |      |      |      |      |      |      |      | 1    |       |       |       |       |       | 1     |       | 1     |       |       |       | 3     |
| Curling                        | Curling                        | ●    | ●    | ●    | ●    | ●    | ●    | 1    | ●    | ●     | ●     | ●     | ●     | ●     | ●     | ●     | ●     | ●     | 1     | 1     | 3     |
| Hochei pe gheață               | Hochei pe gheață               |      | ●    | ●    | ●    | ●    | ●    | ●    | ●    | ●     | ●     | ●     | ●     | ●     | ●     | ●     | 1     | ●     | ●     | 1     | 2     |
| Patinaj artistic               | Patinaj artistic               |      |      | ●    |      | ●    | 1    | ●    |      | 1     |       | ●     |       | 1     | ●     |       | 1     | ●     | 1     | GD    | 5     |
| Patinaj viteză                 | Patinaj viteză                 |      |      |      | 1    | 1    | 1    | 1    |      | 1     | 1     | 1     | 1     |       | 2     |       | 1     | 1     | 2     |       | 14    |
| Patinaj viteză pe pistă scurtă | Patinaj viteză pe pistă scurtă |      |      |      | 1    |      | 2    |      | 1    |       | 1     |       | 2     |       |       | 2     |       |       |       |       | 9     |
| Sanie                          | Sanie                          |      |      |      | ●    | 1    | ●    | 1    | 1    | 1     |       |       |       |       |       |       |       |       |       |       | 4     |
| Sărituri cu schiurile          | Sărituri cu schiurile          |      |      |      | 1    | 1    | 1    |      |      |       | ●     | 1     |       | 1     |       |       |       |       |       |       | 5     |
| Schi acrobatic                 | Schi acrobatic                 |      | ●    |      | 1    | 1    | ●    | 1    | 1    | 1     |       |       |       | 1     | 1     | 2     | 1     | 2     | 1     |       | 13    |
| Schi alpin                     | Schi alpin                     |      |      |      |      |      | 2    | 1    | 1    | 1     | 1     |       | 1     |       | 1     | 1     | 1     |       |       | 1     | 11    |
| Schi fond                      | Schi fond                      |      |      |      | 1    | 1    |      | 2    |      | 1     | 1     | 1     | 1     |       |       | 2     |       |       | 1     | 1     | 12    |
| Scheleton                      | Scheleton                      |      |      |      |      |      |      |      |      | ●     | 1     | 1     |       |       |       |       |       |       |       |       | 2     |
| Snow-board                     | Snow-board                     |      |      |      | ●    | 1    | 1    | 2    | 1    | 2     | 1     | 1     |       | ●     | 2     |       |       |       |       |       | 11    |
| Total probe                    | Total probe                    | 0    | 0    | 0    | 6    | 6    | 9    | 10   | 6    | 8     | 7     | 6     | 7     | 4     | 9     | 8     | 6     | 5     | 7     | 5     | 109   |
| TOTAL                          | TOTAL                          | 0    | 0    | 0    | 6    | 12   | 21   | 31   | 37   | 45    | 52    | 58    | 65    | 69    | 78    | 86    | 92    | 97    | 104   | 109   | 109   |
| Februarie 2022                 | Februarie 2022                 | 2 Mi | 3 Jo | 4 Vi | 5 Sâ | 6 Du | 7 Lu | 8 Ma | 9 Mi | 10 Jo | 11 Vi | 12 Sâ | 13 Du | 14 Lu | 15 Ma | 16 Mi | 17 Jo | 18 Vi | 19 Sâ | 20 Du | Probe |

### Clasamentul după medalii
Norvegia a terminat în fruntea clasamentului pe medalii pentru a doua oară consecutiv la Olimpiada de iarnă, câștigând un total de 37 de medalii, dintre care 16 de aur, stabilind un nou record pentru cel mai mare număr de medalii de aur câștigate la o singură ediție a Jocurilor Olimpice de iarnă. Germania a terminat pe locul al doilea cu 12 medalii de aur și 27 de medalii în general, iar țara gazdă, China, a terminat pe locul al treilea cu nouă medalii de aur, aceasta fiind cea mai de succes performanță a sa din istoria Jocurilor Olimpice de iarnă. Echipa care a reprezentat Comitetul Olimpic Rus a obținut al doilea cel mai mare număr de medalii câștigate la aceste Jocuri, 32, dar s-a clasat pe locul al nouălea în clasament, întrucât au fost doar șase medalii de aur. Canada, una dintre cele mai importante țări la Jocurile Olimpice de iarnă, în ciuda faptului că au câștigat 26 de medalii, doar patru dintre ele au fost de aur, ceea ce a clasat-o în afara primilor zece țări din clasamentul de medalii pentru prima dată din 1988.
Legendă
  *   Țara gazdă (China)
| Loc | NOC                              | Aur | Argint | Bronz | Total |
| --- | -------------------------------- | --- | ------ | ----- | ----- |
| 1 | Norvegia (NOR)                   | 16  | 8      | 13    | 37    |
| 2 | Germania (GER)                   | 12  | 10     | 4     | 26    |
| 3 | China (CHN)                      | 9   | 4      | 2     | 15    |
| 4 | Statele Unite ale Americii (USA) | 8   | 10     | 7     | 25    |
| 5 | Suedia (SWE)                     | 8   | 5      | 5     | 18    |
| 6 | Olanda (NED)                     | 8   | 5      | 4     | 17    |
| 7 | Austria (AUT)                    | 7   | 7      | 4     | 18    |
| 8 | Elveția (SUI)                    | 7   | 2      | 6     | 15    |
| 9 | COR                              | 6   | 12     | 14    | 32    |
| 10 | Franța (FRA)                     | 5   | 7      | 2     | 14    |
| 11 | Canada (CAN)                     | 4   | 8      | 14    | 26    |
| 12 | Japonia (JPN)                    | 3   | 6      | 9     | 18    |
| 13 | Italia (ITA)                     | 2   | 7      | 8     | 17    |
| 14 | Coreea de Sud (KOR)              | 2   | 5      | 2     | 9     |
| 15 | Slovenia (SLO)                   | 2   | 3      | 2     | 7     |
| 16 | Finlanda (FIN)                   | 2   | 2      | 4     | 8     |
| 17 | Noua Zeelandă (NZL)              | 2   | 1      | 0     | 3     |
| 18 | Australia (AUS)                  | 1   | 2      | 1     | 4     |
| 19 | Marea Britanie (GBR)             | 1   | 1      | 0     | 2     |
| 20 | Ungaria (HUN)                    | 1   | 0      | 2     | 3     |
| 21 | Belgia (BEL)                     | 1   | 0      | 1     | 2     |
| 21 | Cehia (CZE)                      | 1   | 0      | 1     | 2     |
| 21 | Slovacia (SVK)                   | 1   | 0      | 1     | 2     |
| 24 | Belarus (BLR)                    | 0   | 2      | 0     | 2     |
| 25 | Spania (ESP)                     | 0   | 1      | 0     | 1     |
| 25 | Ucraina (UKR)                    | 0   | 1      | 0     | 1     |
| 27 | Estonia (EST)                    | 0   | 0      | 1     | 1     |
| 27 | Letonia (LAT)                    | 0   | 0      | 1     | 1     |
| 27 | Polonia (POL)                    | 0   | 0      | 1     | 1     |
| Total (29 CON-uri) | Total (29 CON-uri)               | 109 | 109    | 109   | 327   |
| România și Republica Moldova, deși au participat la această ediție a jocurilor olimpice, n-au câștigat nici o medalie. |                                  |     |        |       |       |